# Chine aux Jeux olympiques d'hiver de 2002
Cet article contient des informations sur la participation et les résultats de la Chine aux Jeux olympiques d'hiver de 2002 à Salt Lake City aux États-Unis. Elle était représentée par 66 athlètes.

## Médailles

### Or
| Sport              | Discipline   | Sportifs      | Performance |
| Médailles d'or : 2 |              |               |             |
| Short-track        | 500m femmes  | Yang Yang (A) |             |
| Short-track        | 1000m femmes | Yang Yang (A) |             |

### Argent
| Sport                  | Discipline         | Sportifs                                           | Performance |
| Médailles d'argent : 2 |                    |                                                    |             |
| Short-track            | Relai 3000m femmes | Sun Dandan Wang Chunlu Yang Yang (A) Yang Yang (S) |             |
| Short-track            | 1000m hommes       | Li Jiajun                                          |             |

### Bronze
| Sport                   | Discipline         | Sportifs                                   | Performance |
| Médailles de bronze : 4 |                    |                                            |             |
| Short track             | Relai 5000m hommes | An Yulong Feng Kai Guo Wei Li Jiajun Li Ye |             |
| Short track             | 1000m femmes       | Yang Yang (S)                              |             |
| Short track             | 500m femmes        | Wang Chulung                               |             |
| Patinage artistique     | Couples            | Shen Xue Zhao Hongbo                       |             |